# غابة تويتوبورغ
في
غابة تويتوبورغ ((بالألمانية: Teutoburger Wald)‏) هو مجموعة غابات وتلال منخفضة، في ولايات ساكسونيا السفلى وشمال الراين-وستفاليا في ألمانيا والتي يعتقد بأنها كانت مسرحا لمعركة غابة تويتوبورغ، الحاسمة بين الألمان والرومان في سنة 9 م. حتى القرن ال19 كان الاسم الرسمي لحافة التل أوسينغ.

## أعلام
- بوبليوس كوينكتيليوس فاروس